# Harry St. Leger
Harry St. Leger (24 de julio de 1985) es un deportista estadounidense que compitió en judo. Ganó una medalla de bronce en el Campeonato Panamericano de Judo de 2009 en la categoría de –90 kg. Es hermano del también judoka Garry St. Leger.

## Palmarés internacional
| Campeonato Panamericano | Campeonato Panamericano  | Campeonato Panamericano | Campeonato Panamericano |
| Año                     | Lugar                    | Medalla                 | Categoría               |
| ----------------------- | ------------------------ | ----------------------- | ----------------------- |
| 2009                    | Buenos Aires (Argentina) | Medalla de bronce       | –90 kg                  |